# Cimetière du Nord (Leipzig)
Pour les articles homonymes, voir Cimetière du Nord.

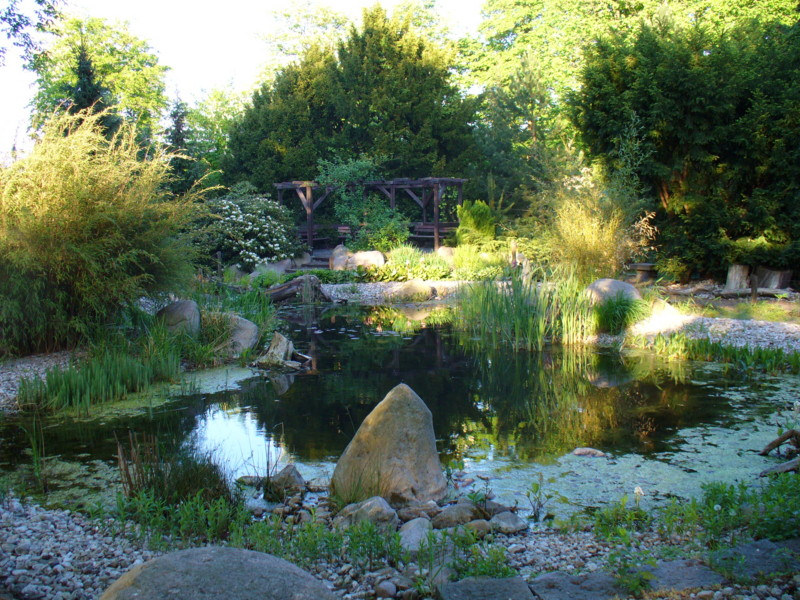
Vue du Nordfriedhof.

Le cimetière du Nord (Nordfriedhof) est un des cimetières municipaux de la ville de Leipzig en Allemagne. Il se trouve à la Berliner Straße , no 125-127, dans le district d'Eutritzsch entre la Hamburger Straße, la Theresienstraße et la Maximilianallee.

## Histoire

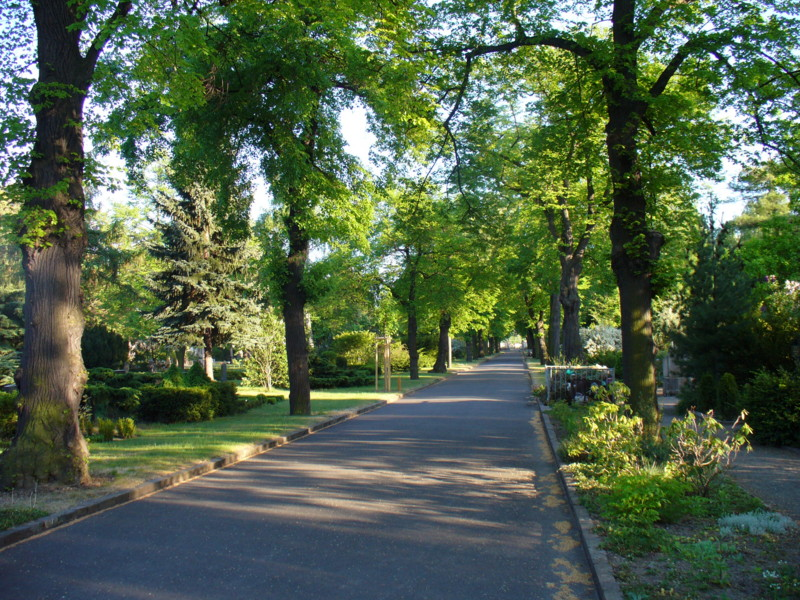
Allée principale.

Le cimetière du Nord ouvre le 24 mai 1881. En comparaison avec le cimetière le plus grand de Leipzig, le cimetière du Sud, qui s'étend sur 82 hectares, le cimetière du Nord n'en couvre qu'un dixième, puisqu'il mesure 7,3 hectares. Vaste espace vert planté d'arbres, c'est un poumon de la ville et une zone humide, depuis l'an 2000.
Les constructions du cimetière datent des années 1905-1910. Otto Brückwald (de) est l'auteur de bâtiments inspirés de l'Italie avec des arcades de bois reliant la chapelle et les bâtiments administratifs. La chapelle est détruite par le bombardement allié du 4 décembre 1943 (de). On remarque à gauche de l'entrée l'ancienne maison du gardien, également construite par Brückwald.
Le terrain a été dessiné par Otto Wittenberg en style traditionnel, avec des sections régulières et symétriques de tombes. 

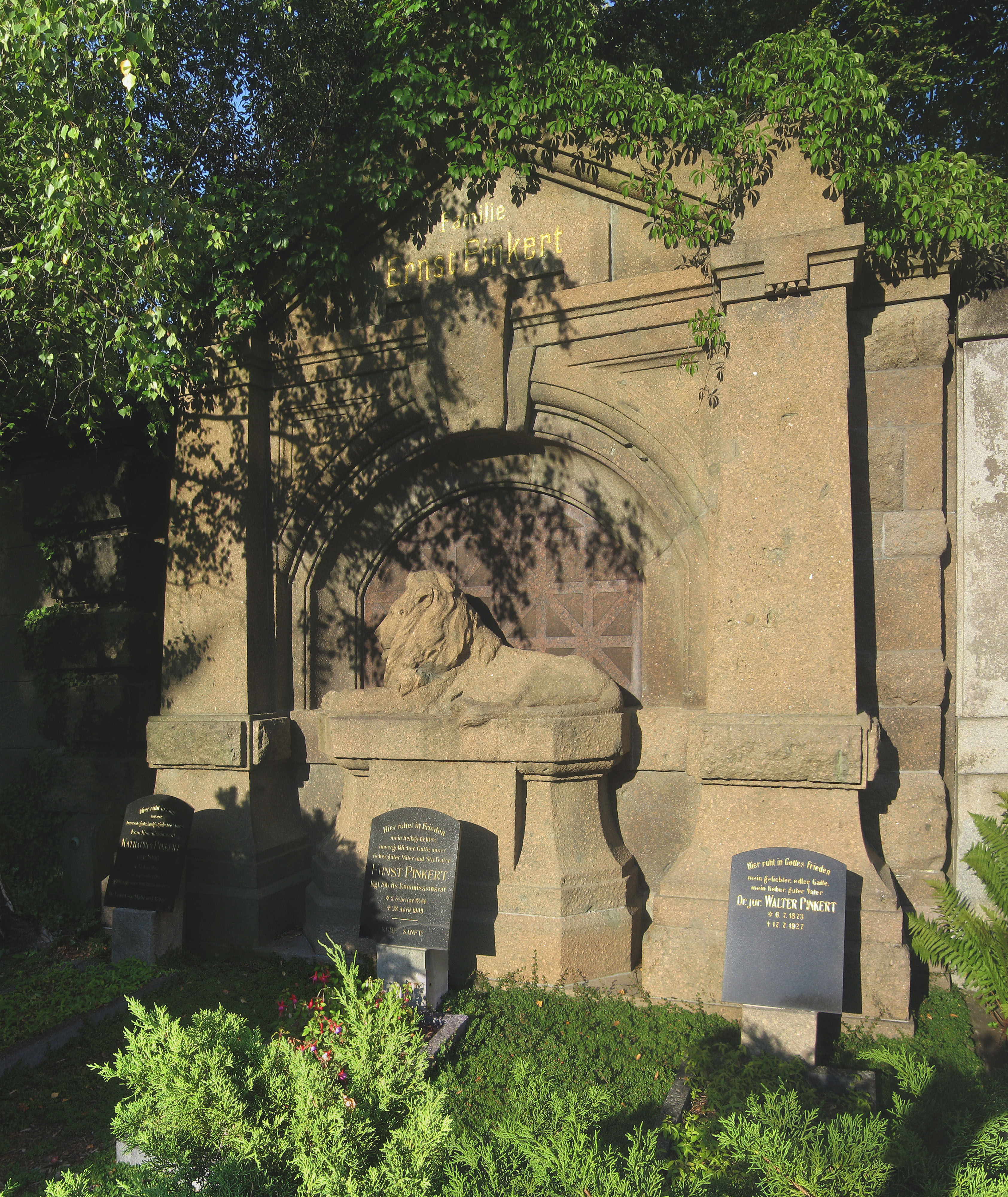
Monument d'Ernst Pinkert, fondateur du zoo de Leipzig (avec un lion)

Deux citoyens d'honneur (de) (Ehrenbürger) de la ville de Leipzig y sont enterrés: le conseiller impérial Hermann Tessendorf (de) et le président de la Cour impériale Rudolf von Seckendorff (de). Parmi les notabilités, l'on remarque les tombes d'Ernst Arthur Seemann (de), fondateur de la maison d'édition E. A. Seemann, l'éditeur Carl Christian Philipp Tauchnitz (de), l'urologue Arthur Kollmann (de) et Ernst Pinkert (de), fondateur du zoo de Leipzig.
Le Nordfriedhof possède l'un des monuments les plus anciens commémorant la Bataille de Leipzig (1813). C'est après la découverte en 1892 d'une fosse commune de soldats tombés dans cette bataille que l'association historique de Leipzig commande à l'architecte Franz Drechsler un monument funéraire. Ce monument, qui se trouve en face de l'ancienne entrée de la  Theresienstraße, est béni le 18 octobre 1899, et consiste en un bloc de pierre avec l'inscription Freund und Feind im Tod vereint (Ami et ennemi unis dans la mort) et un autre bloc rectangulaire plus petit, derrière la pierre mémorielle.

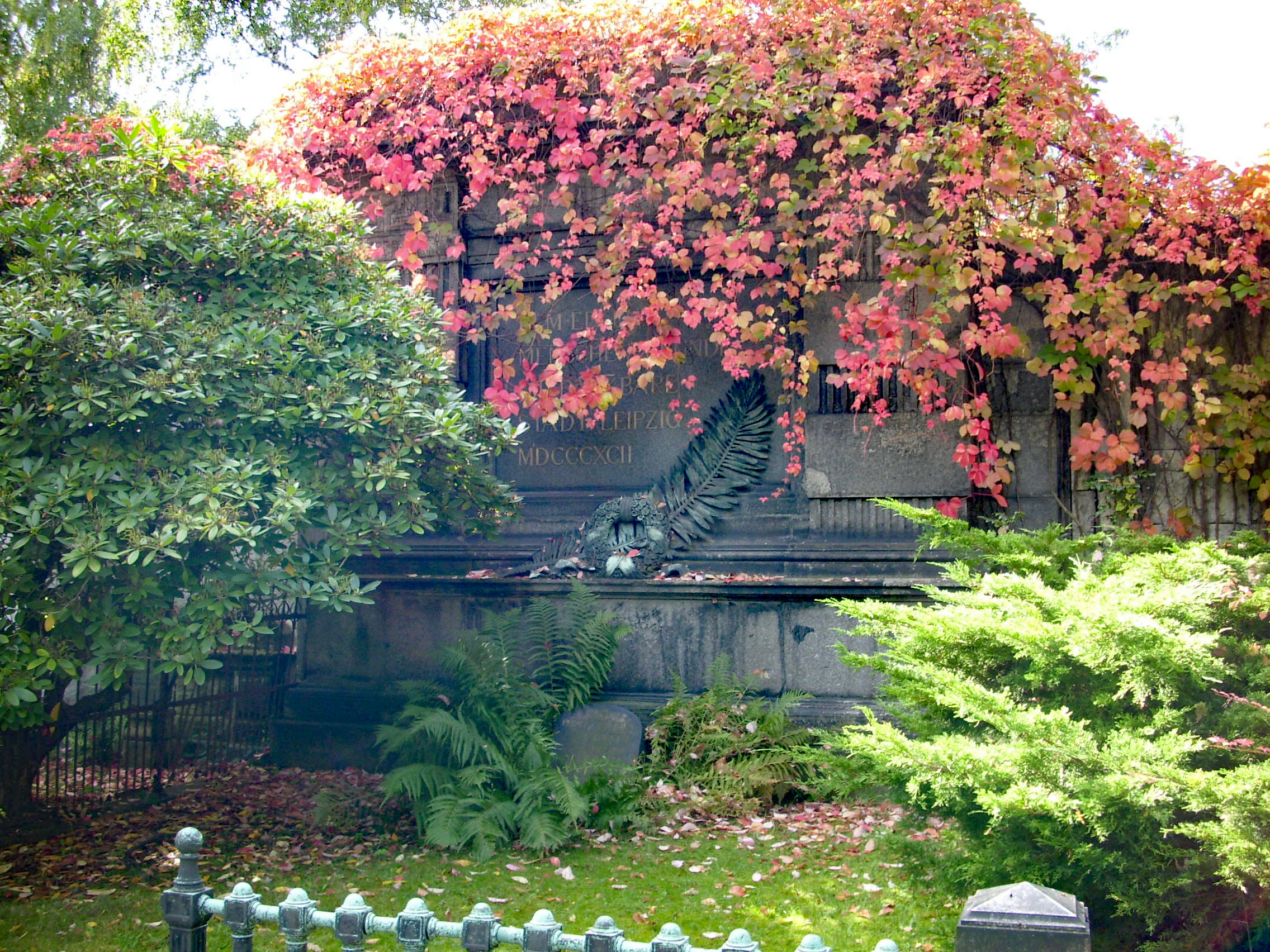
Tombe de Carl Christian Philipp Tauchnitz.